# Son para el Che
Son para el Che è un album del sassofonista jazz Carlo Actis Dato pubblicato nel 1999 e registrato tra il 7 e l'8 ottobre 1997, presso Colori Studios di Lessolo Torino. Si tratta del primo album inciso con la formazione della Actis Band.

## Tracce
1. Nefertari – 7:17
2. Kumo – 5:40
3. Sole di Napoli – 3:55
4. La porta della luna – 7:51
5. Puzzle – 5:26
6. Tatu – 11:53
7. Dead Chicken for Breakfast – 5:04
8. Lazymambo – 3:52
9. Intifada – 5:19
10. Tzukulikata – 4:41
11. Son para el Che – 5:58
12. Last Blow – 8:08

## Formazione
- Carlo Actis Dato – sassofono baritono e clarinetto
- Massimo Rossi – sassofono alto e soprano
- Antonio Fontana – chitarra
- Federico Morchesano – basso acustico ed elettrico
- Dario Bruna  – batteria

Titoli, sequenza e durata dei brani sono tratti dall'edizione in CD della Splas(h) Records (CDH 657.2)